# Astropecten acanthifer
Astropecten acanthifer is een kamster uit de familie Astropectinidae.
De wetenschappelijke naam van de soort werd in 1883 gepubliceerd door Percy Sladen.